# Den Sorte Diamant

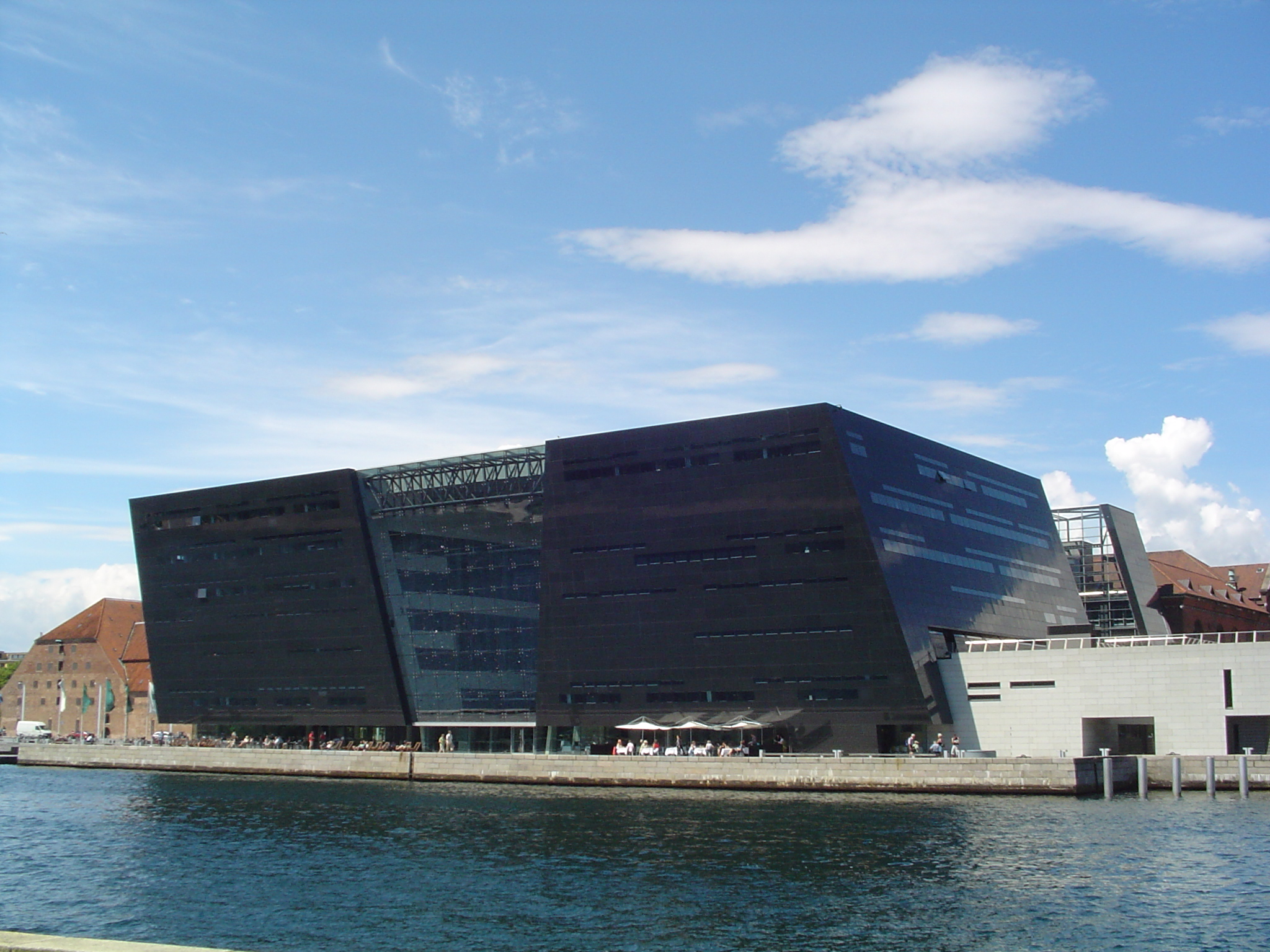
Den Sorte Diamant vom gegenüberliegenden Stadtteil Christianshavn aus gesehen

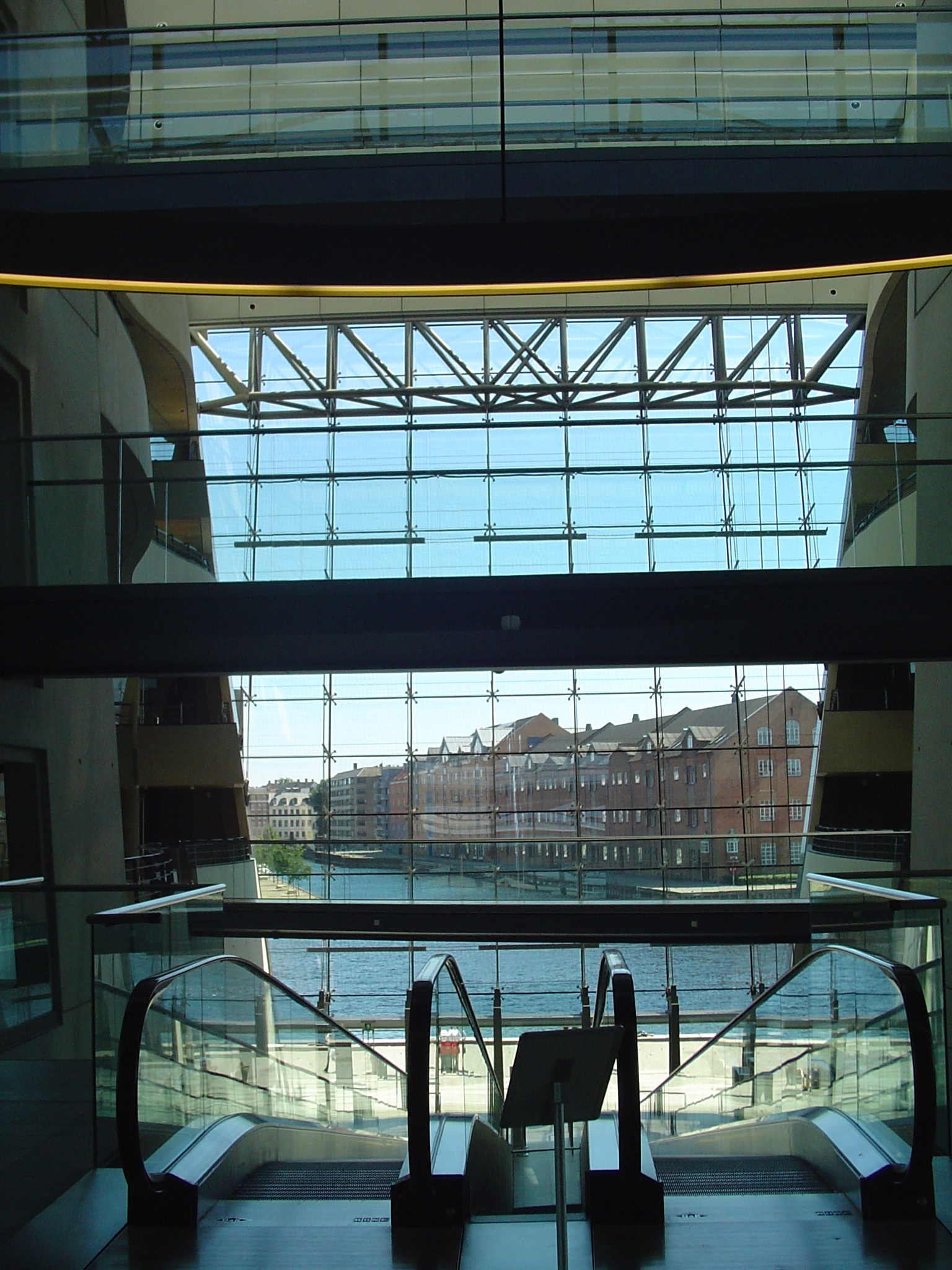
Blick aus dem Atrium auf den „Innenhafen“ (Indrehavnen)

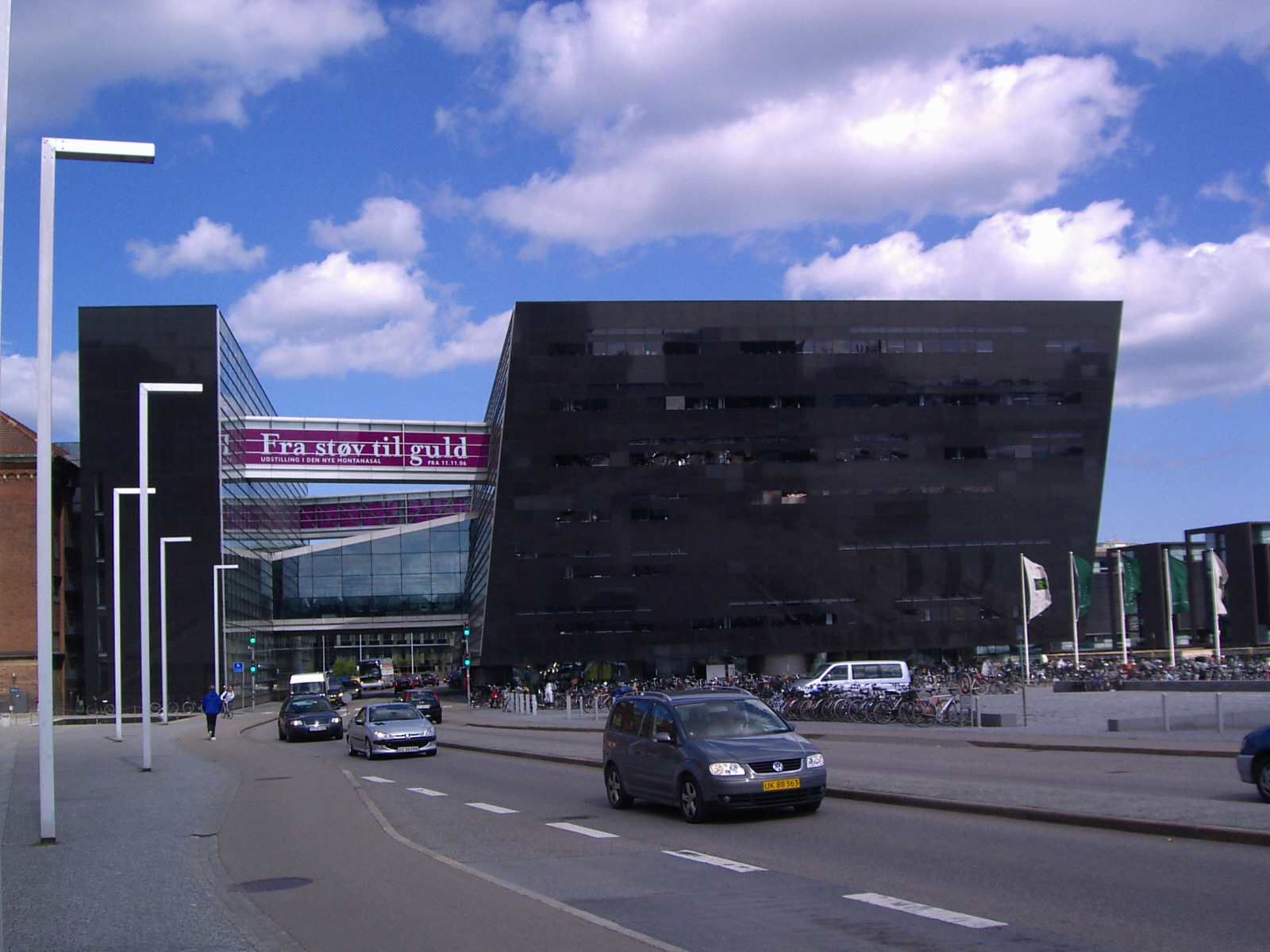
Vom Osten, vom Platz Søren Kirkegårds Plads aus gesehen

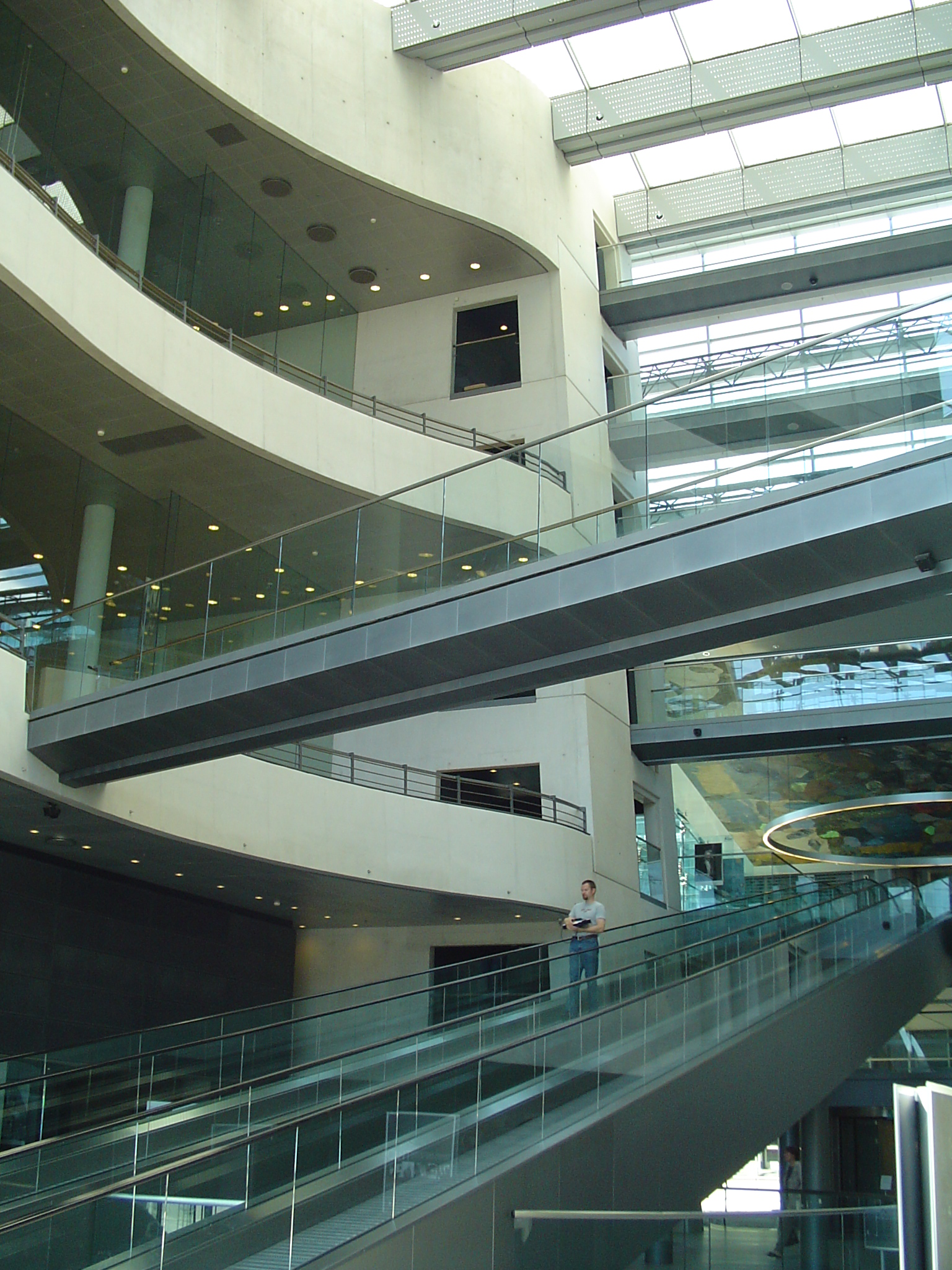
Atrium

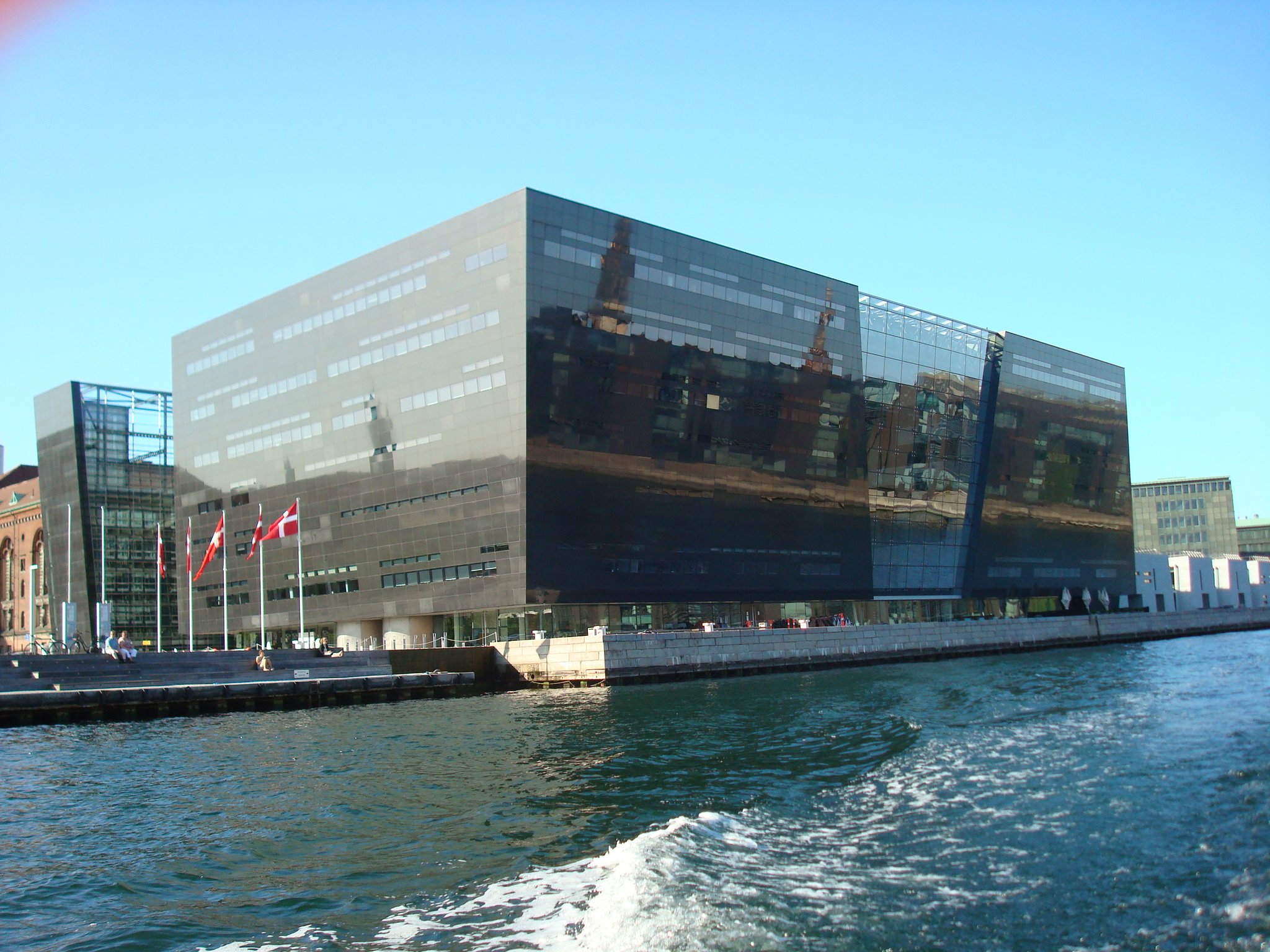
Vom Hafen aus gesehen

Den Sorte Diamant („der schwarze Diamant“), auch Diamanten („der Diamant“) genannt, ist ein kubischer Anbau der Dänischen Königlichen Bibliothek auf der Insel Slotsholmen in der Innenstadt der dänischen Hauptstadt Kopenhagen. Der Name deutet auf die schwarze, sich neigende Fassade aus poliertem Granit hin. Das siebenstöckige Gebäude beinhaltet in erster Linie öffentliche Funktionen wie Ausstellungsräume, Konferenz- und Lesesäle, Konzertsaal, Café und Buchladen. Auch das „Nationale Fotomuseum“, das „Museum für dänische Karikaturen“ und „Dänemarks Buchmuseum“ sind hier untergebracht. Auf einer Regallänge von rund 160 Kilometer bewahrt das Haus die größte Büchersammlung in Nordeuropa auf – mit 4,8 Millionen Bänden sowie 15 Millionen Manuskripten und grafischen Dokumenten. Die Kosten für das von 1995 bis 1999 gebaute Haus beliefen sich auf 462,1 Millionen dänische Kronen.

## Geschichte
Wegen Platzmangel im alten Gebäude startete die Königliche Bibliothek 1993 einen europäischen Architekturwettbewerb, um die Einrichtung auf der Insel Slotsholmen zu erweitern. Neben der physischen Erweiterung wollten die Planer mit einem neuen Anbau erreichen, dass sich die Bibliothek ihrer Umwelt öffnet, indem dort auch Ausstellungen, Konzerte, Vermittlung von Wissen und andere Kulturerlebnisse stattfinden sollten. Bis 1995 fand die Planungsphase und die erste und zweite öffentliche Ausschreibung statt. Unter den 179 Teilnehmern ging das Architektenbüro Schmidt, Hammer & Lassen als Gewinner hervor, das sich an den zur Verfügung stehenden Etat anpasste. 52 Bauunternehmen beteiligten sich an dem Bau, hinter dem das dänische Kulturministerium als Bauherr stand. Nach dem ersten Spatenstich 1996 und der Grundsteinlegung am 7. Oktober 1996 konnte ein Jahr später, am 19. September 1997, das Richtfest gefeiert werden. Schließlich wurde das Gebäude zwei Jahre später am 7. September 1999 eingeweiht und am 15. September der Öffentlichkeit zugänglich gemacht. Seinerzeit kritisierten Forscher und Studenten, dass der Bau eine „oberflächliche Foyerkultur“ propagiert, die auf Kosten der Bibliotheksbenutzer geht. Zum anderen wurde bemängelt, dass zu viel in den Bau statt in den Bücherbestand investiert wurde.

## Baumaterial
Auf 20.733 m² sind 450 Räume mit 800 Türen auf acht Ebenen verteilt. Die Fassade besteht aus 2.500 m² schwarzem Granit der Sorte Absolute Black aus Simbabwe (petrographisch ein Gabbro), die das Sonnenlicht in den „Innenhafen“ (Indrehavnen) reflektiert. Jeder der Steine, die in Norditalien zugeschnitten und poliert wurden, wiegt 75 kg. Die Glasfassade des überdachten Atriums wird von großen Stahlträgern getragen, die in Polen produziert wurden und eine Tonne pro Meter wiegen. Die in Deutschland hergestellten Glaswände der Lesesäle sind sechs Meter hoch, 2,40 Meter breit und 16 mm dick. Jede Glasscheibe wiegt 576 kg. Der Bodenbelag besteht zum Teil aus Ahornholz, unter anderem auf den Balkonen und Gangbrücken, und teilweise aus spanischem Sandstein. Für das eigens für die Bibliothek hergestellte Inventar wurde hauptsächlich amerikanischer Ahorn, Leder, rostfreier Stahl und sandbestrahltes Glas verwendet.

## Bestandteile
Im Foyer auf der Hafenseite befinden sich ein Ticketschalter, ein Buchladen, die Garderobe sowie Zugang zum Cafe Øieblikket („Café der Augenblick“) und zum Restaurant Søren K. Über dem Erdgeschoss sind die eigentlichen Bibliotheksfunktionen untergebracht. Der Ausleihschalter befindet sich an der sogenannten „Ausleihbrücke“ (udlånsbro), die zwei Etagen über der verkehrsreichen Straße Christians Brygge den Neubau mit dem alten Bibliotheksgebäude Holm verbindet. Weiter oben im „Schwarzen Diamant“ befinden sich die Lesesäle und eine Reihe spezieller Informationszentren. Öffentliche Einrichtungen wie zum Beispiel Ausstellungsräume in der Größe von 60 m² bis 1.000 m² sind in der Mitte des Gebäudes um das Atrium verteilt. Das 29 Meter hohe Atrium reicht vom Boden bis an das Glasdach des Gebäudes und bietet direkte Aussicht auf den „Innenhafen“ (Indrehavnen). An den Gebäudeseiten liegen die Büros und Verwaltungen. Die Direktion der Bibliothek hat ihren Sitz im obersten Geschoss.

### Lesesäle und Informationszentren
Nach der Erweiterung durch den Schwarzen Diamanten erfuhren die öffentlich zugänglichen Bereiche der Bibliothek eine beträchtliche Vergrößerung ihrer Kapazitäten. Statt eines gibt es nun sechs Lesesäle und statt 100 jetzt 486 Leseplätze. Die Sammlungen erweiterten sich mit der Eröffnung im September 1999 von 45.000 auf 191.000 Bände. Insgesamt ist in den Lesesälen und angegliederten Informationszentren Platz für 221.000 Bände, Nachschlagewerke, Zeitschriften und Mikrofilme auf 9500 Regalmetern.
- Die Anzahl der Leseplätze im Informationssaal stieg von 46 auf 60.
- Der Lesesaal Ost (Læsesal Øst) für Zeitungen und Zeitschriften bietet 131 Leseplätze. Eine Sammlung von Nachschlagewerken und Dissertationen umfasst 10.500 Bände. Es befinden sich Zeitschriftenmikrofilme auf 80.000 Spulen und es sind 4000 Zeitschriften der letzten drei Jahrgänge erhalten, darunter 3200 ausländische und 800 dänische, von denen etwa 750 Titel aus dem dänischen Artikelindex stammen.
- Der Lesesaal West (Læsesal Vest), ein Lesesaal für Forschung, bietet 163 Leseplätze und kann statt 25.000 jetzt 65.000 Bände aufbewahren.
- Der Lesesaal Nord (Læsesal Nord) ist zugleich das „Zentrum für internationale Studien“ (Center for Internationale Studier) und bietet 96 Leseplätze. In ihm sind Handbücher, Statistiken, Verträge und Urteile, unter anderem von internationalen Organisationen, sowie etwa 350 Zeitschriften von Organisationen untergebracht.
- Das „Zentrum für Manuskripte und Buchgeschichte“ (Center for Manuskripter og Boghistorie) bietet 24 Leseplätze.
- Das „Zentrum für Karten und Bilder“ (Center for Kort og Billeder) bietet 26 Leseplätze.
- Das „Zentrum für Musik und Theater“ (Center for Musik og Teater) bietet 17 Leseplätze.
- Das „Zentrum für Orientalistik und Judaistik“ (Center for Orientalia og Judaica) bietet 17 Leseplätze.

### Dronningesalen
Der „Königinnensaal“ (Dronningesalen), in dem musikalische Veranstaltungen und Vorträge stattfinden, bietet ein Repertoire an klassischer Musik. Im Saal wird einerseits Musik auf Grundlage der bibliothekseigenen Notensammlung vorgestellt, andererseits finden dort Konzerte mit wechselnden Ensembles statt. Der Saal hat ein Volumen von 5600 Kubikmeter, ist etwa 20 m breit, 30 m lang und 10 m hoch. Mit 384 Plätzen steht ein Bühnenareal von 150 m² zur Verfügung, mit 480 Plätzen 88 m² und mit 600 Plätzen 35 m². Die Kosten betrugen 35 Millionen Kronen. Die Nachhallzeit im Saal variiert mit den regulierbaren Lautplatten der Wände zwischen 1,1 und 1,9 Sekunden.

### Montanasaal und Säulenhalle
Der „Montanasaal“ (Montanasalen) in der Etage B ist 200 m² groß, die „Säulenhalle“ (Søjlehallen) in der Etage K 300 m². In den Sälen werden wechselnde kulturhistorische und aktuelle Themenausstellungen gezeigt – oft auf Grundlage der eigenen Sammlungen aus der Bibliothek. Einige dieser Ausstellungen wandern später durch ganz Dänemark.

### Nationales Fotomuseum
Det Nationale Fotomuseum verteilt sich auf einer Fläche von 520 m². In ihm sind etwa 50.000 fotografische Kunstwerke aus der Zeit von 1839 bis heute untergebracht. Das Museum bietet damit einen breiten Ausschnitt sowohl aus der dänischen als auch internationalen Fotogeschichte. In den Ausstellungsräumen in der K-Etage werden wechselnde kulturhistorische Themenausstellungen gezeigt, die auf den bibliothekseigenen Sammlungen basieren. Einige dieser Ausstellungen werden in ganz Dänemark gezeigt.

### Museum für dänische Karikaturen
Auch das „Museum für dänische Karikaturen“ (Museet for Dansk Bladtegning) ist integraler Bestandteil der Bibliothek. Es stellt Neuerwerbungen und journalistische Zeichnungen aus, die aus den Sammlungen des „Zentrums für Karten und Bilder“ im selben Haus stammen. Am 7. Oktober 2000 wurde das Museum von Königin Margrethe II. eingeweiht.

### Dänemarks Buchmuseum
Im Danmarks Bogmuseum („Dänemarks Buchmuseum“) sind sowohl dänische als auch ausländische Bücher von historischer und musealer Bedeutung aufbewahrt, die aus dem Bestand der Königlichen Bibliothek stammen. Der älteste Teil der Sammlung führt zurück auf die Mitte des 17. Jahrhunderts, als der Gründer der Bibliothek, Friedrich III. eine ganze Reihe an Privatbibliotheken erwarb.

### Fisken

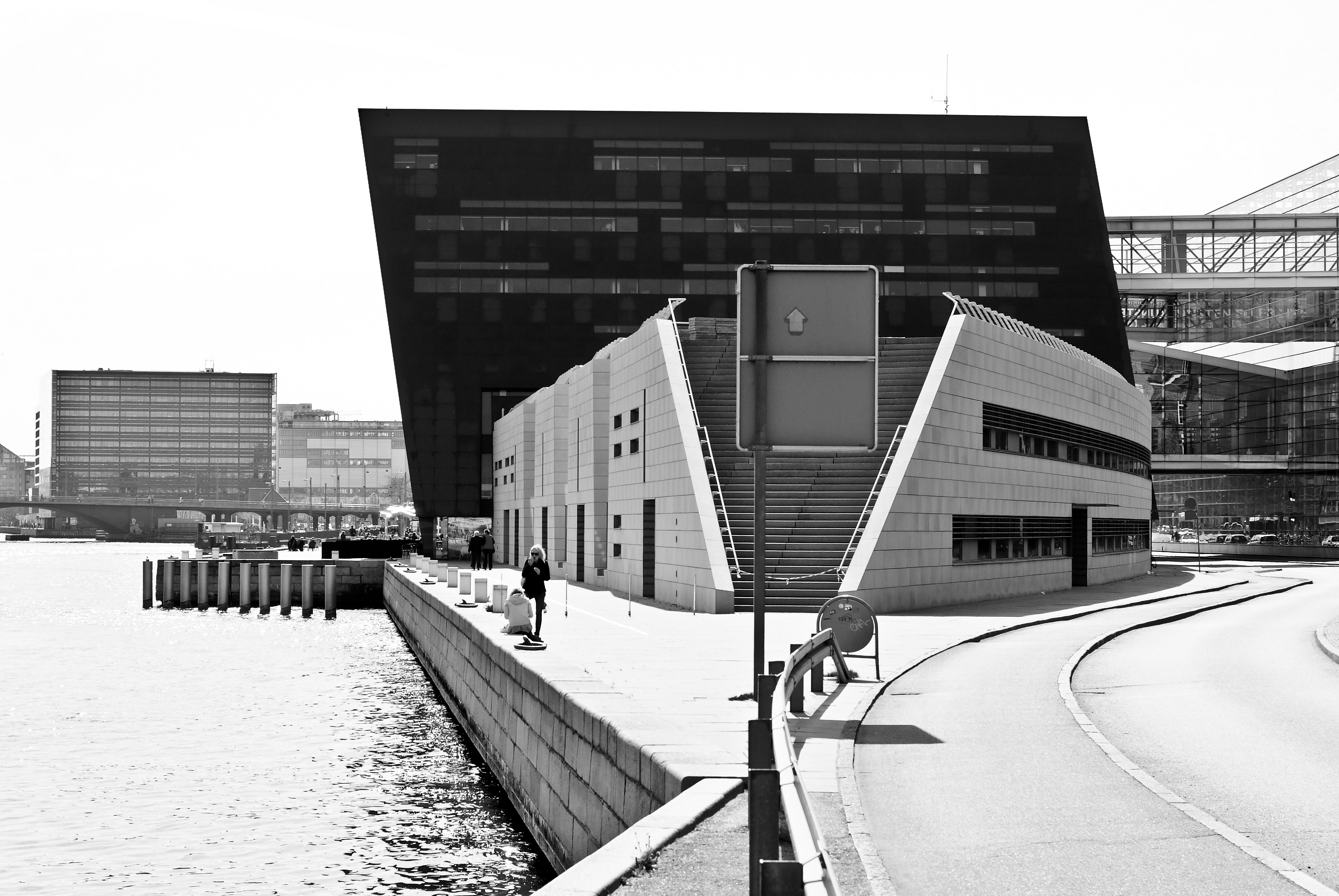
Anbau Fisken vom Norden aus gesehen

Auf der Nordseite lehnt sich an den Kubus ein zweistöckiger Seitenflügel an, der wegen seiner langgestreckten Form Fisken („Der Fisch“) genannt wird. Das graue Gebäude wurde bereits 1997, zwei Jahre vor dem „Schwarzen Diamanten“, eingeweiht und beherbergt das „Zentrum für Frauenforschung“ (Center for Kvindeforskning, kurz Kvinfo), die „dänische Sammlung für Volkskunde“ (Dansk Folkemindessamling) sowie die „dänische Sprach- und Literaturgesellschaft“ (Det Danske Sprog- og Litteraturselskab).

### Det Kongelige Bibliotek
- Den Sorte Diamant Offizielle Webpräsenz (dänisch, englisch)
- Det Nationale Fotomuseum Nationales Fotomuseum (dänisch, englisch)
- Danmarks Bogmuseum Dänemarks Buchmuseum (dänisch)
- Museet for Dansk Bladtegning Museum für dänische Zeichnungen (dänisch)
- Håndskriftafdelingen og Boghistoriske Samlinger Abteilung für Handschriften und historische Bücher (dänisch, englisch)
- Center for Musik og Teater Musik- und Theaterzentrum (dänisch, englisch)
- Orientalsk og Judaistisk Afdeling Orientalische und jüdische Abteilung (dänisch, englisch)